# Reichsschatzmeister
De Reichsschatzmeister der NSDAP, vertaald "Rijkspenningmeester der NSDAP", was verantwoordelijk voor de financiën van de nazipartij en voor de inkoop van bijvoorbeeld uniformen en had de status van een ministerie.
Franz Xaver Schwarz was de ambtshouder van de vooraanstaande positie. Er waren veel afdelingen onder de Reichsleiter georganiseerd, namelijk:
1. Revisions- und Haushaltsamt (Begroting)
2. Reichszeugmeisterei (Inkoop)
3. Hilfskasse (Financiering)
4. Verwaltungs-, Rechts-, Steuer-, Liegenschafts- und Vertragsangelegenheiten (Juridische Zaken en Administratie)
5. Hauptkasse (Beheer van financiële reserven)
6. Hauptbuchhaltung (Boekhouding)
7. Personalabteilung (Personeel)
8. Aufnahmeabteilung (Onderzoek)
9. Zentralkarteiabteilung (Registratie)
10. Hausinspektion (Huisvestingsinspectie)
11. Häuser- und Grundstücksverwaltung (Huisvestingsadministratie)
12. Bauleitung (Bouwprojecten)
13. Lotterie (Kansspel)
14. Parteizentralarchiv (Archief)